# Nykøbing Sj Sogn
Nykøbing Sj Sogn er et sogn i Odsherred Provsti (Roskilde Stift).
I 1800-tallet var Rørvig Sogn anneks til Nykøbing Sj Sogn. Rørvig Sogn hørte til Odsherred i Holbæk Amt, Nykøbing Sj Sogn lå i Nykøbing Sjælland Købstad, som kun geografisk hørte til herredet. Ved kommunalreformen i 1970 blev Nykøbing Sjælland Købstad kernen i Nykøbing-Rørvig Kommune, der ved strukturreformen i 2007 indgik i Odsherred Kommune.
I Nykøbing Sj Sogn ligger Nykøbing Sj. Kirke.
I sognet findes følgende autoriserede stednavne:
- Egenæs (bebyggelse)
- Grønnehave (areal, ejerlav)
- Hovvig (areal, ejerlav)
- Klitborg (bebyggelse)
- Lergraven (bebyggelse)
- Moseby (bebyggelse)
- Nordstrand (bebyggelse)
- Nykøbing Sjælland (købstad, stationsby)
- Nyled (station)
- Røntoften (bebyggelse)
- Skæreby (bebyggelse)
- Vangen (bebyggelse)
- Vester Lyng (bebyggelse, ejerlav)
- Vibo Plantage (bebyggelse)
- Øster Lyng (bebyggelse, ejerlav)